# Standard (Illinois)
Standard é uma vila localizada no estado americano de Illinois, no Condado de Putnam.

## Demografia
Segundo o censo americano de 2000, a sua população era de 256 habitantes.
Em 2006, foi estimada uma população de 254, um decréscimo de 2 (-0.8%).

## Geografia
De acordo com o United States Census Bureau tem uma área de
1,5 km², dos quais 1,5 km² cobertos por terra e 0,0 km² cobertos por água.

## Localidades na vizinhança
O diagrama seguinte representa as localidades num raio de 12 km ao redor de Standard.